# Реш, Герман Дмитриевич
Герман Дмитриевич Реш (27 марта 1923, Алма-Ата, Казахская ССР, СССР — 24 ноября 2007, Челябинск, Россия) — советский легкоатлет, специализировавшийся на прыжках в высоту. Чемпион СССР 1947 года в прыжках в высоту. Мастер спорта СССР, заслуженный тренер РСФСР, преподаватель Челябинского политехнического института.

## Биография
Герман Дмитриевич Реш родился 27 марта 1923 года в Алма-Ате Казахской ССР. В 1933 году вместе с семьёй переехал в Челябинск, где в июне 1941 года окончил школу № 1. Во время Великой Отечественной войны до 1944 года работал токарем на Кировском танковом заводе. В декабре 1944 года в первом наборе поступил в Челябинский механико-машиностроительный институт, в котором окончил два курса танкового факультета. С 1946 по 1950 годы учился в Ленинградском институте физической культуры имени П. Ф. Лесгафта.
В 1947 году с результатом 1,90 м Реш стал чемпионом СССР в прыжках в высоту, за что первым из челябинских спортсменов получил звание мастера спорта СССР. В 1949 году на соревнованиях в рамках II Всемирного фестиваля молодёжи и студентов в Будапеште завоевал бронзовую награду.
В 1950 году Герман Дмитриевич по распределению прибыл в Челябинский государственный педагогический институт. С 1953 по 1990 годы он работал преподавателем, а позднее заместителем заведующего кафедрой физического воспитания Челябинского политехнического института.
С 1950 года Герман Дмитриевич занялся тренерской деятельностью. Одновременно тренировал детей в городской детской спортивной школе № 2. Долгое время являлся начальником студенческого спортивного лагеря Челябинского политехнического института. Именно Реш считается основателем челябинской школы прыжков в высоту. За свою карьеру он подготовил более 20 мастеров спорта, в том числе заслуженного мастера спорта, призёра Олимпийских игр, чемпионку Европы, чемпионку СССР Таисию Филипповну Ченчик. В 1960 году был удостоен звания заслуженного тренера РСФСР.